# Jupiter LXIX
Jupiter LXIX, cunoscut inițial ca S/2017 J 8, este un satelit natural exterior al lui Jupiter . A fost descoperit de Scott S. Sheppard⁠(d) și echipa sa în 2017, dar nu a fost anunțat până pe 17 iulie 2018, printr-un Minor Planet Electronic Circular⁠(d) de la Minor Planet Center .  Are aproximativ 1 kilometru în diametru și orbitează pe o semiaxă mare de aproximativ 23.232.700 km cu o înclinație de aproximativ 164,7°.  Aparține grupului Carme .

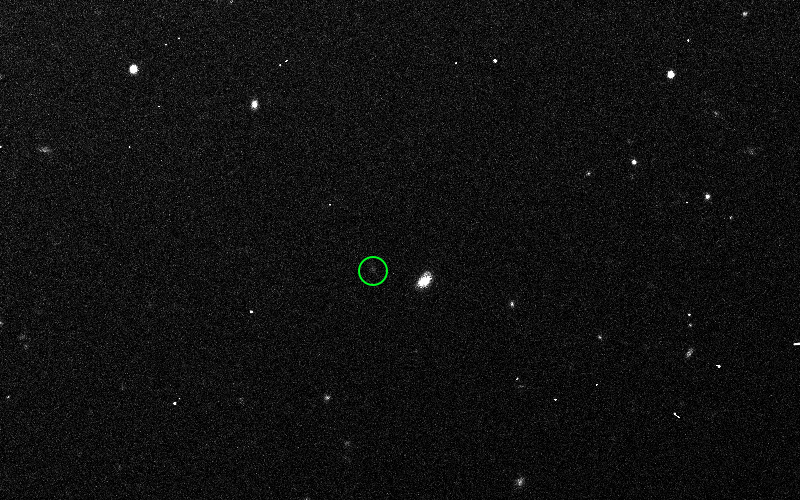
Imagine de recuperare a lui Jupiter LXIX pe 8 septembrie 2010 (încercuit)